# La Maison des morts étranges
La Maison des morts étranges (Police at the Funeral) est un roman policier publié en 1931 par la romancière britannique Margery Allingham. C'est le quatrième roman où apparaît son héros récurrent, l'aventurier Albert Campion.

## Résumé
Albert Campion est sollicité par la fiancée d'un ami pour éclaircir la disparition pour le moins mystérieuse de son vieux cousin, Andrew Faraday. Ce dernier vivait jusqu'alors dans la maison démodée de Socrates Close, Cambridge, entouré par ses cousins William, Julia et Kitty. La famille, qui entretenait des relations hostiles, était complètement sous la dépendance économique et cérébrale de leur aïeule Caroline Faraday. Peu après l'arrivée de Campion à Cambridge, le détective apprend la mort soudaine de Julia...

## Personnages
- Albert Campion, aventurier et détective
- Stanislaus Oates, superintendant de Scotland Yard
- Tante Caroline Faraday, doyenne de la famille
- William Faraday, fils de Caroline, ruiné
- Julia Faraday, fille de Caroline
- Kitty Faraday, benjamine de Caroline
- Andrew Faraday, neveu de Caroline, ruiné
- Joyce Blount, petite-nièce par alliance de Caroline
- Marcus Featherstone, fiancé de Joyce

## Adaptation
- 1989 : Police at the Funeral, épisodes 3 et 4, saison 1, de la série télévisée britannique Campion (en) réalisés par Ronald Wilson, avec Peter Davison dans le rôle d'Albert Campion